# 海は見ていた
『海は見ていた』（うみはみていた、英題：The Sea is Watching）は、2002年7月27日に公開された日本映画作品。山本周五郎の複数の小説が原作で、監督は熊井啓。

## あらすじ
江戸・深川の岡場所にある日、一人の若い侍（吉岡秀隆）が逃げ込んでくる。刃傷沙汰を起し追っ手に追われているという。自らの居室にかくまった娼婦のお新（遠野凪子）は、その後も何かとお新の元に通う侍に恋をするが、若侍はただ居心地がいいから通っていただけで恋心など毛頭ない事を知り打ちひしがれる。やがて、貧困ゆえに過酷な人生を歩んできた町人・良介（永瀬正敏）と再び恋に落ちるが、ある嵐の夜、置屋で度々問題を起していた客が娼婦の姉さん分である菊乃（清水美砂）をめぐって暴れだす。そこに居合わせた良介は人の良さから止めようとして問題を起した男と激しく揉み合い殺してしまう。誰の目にも非は問題の男にあることは明白であったが、役人の処罰は必至であり、既に将来を約束するお新と良介は一転、悲劇へと突き落とされてしまう。しかし、折からの豪雨が激しさを増し、海から溢れた水がついには岡場所全体を飲み込んでしまう。お新・菊乃・良介はそれぞれ避難するが、見渡す限り水没した町の景色は、まるで、過酷な人生を歩んできた二人を海が見守っていたかのごとく、事件の証拠を全て隠してしまうのであった。

## 出演
- お新：遠野凪子
- 菊乃：清水美砂
- 良介：永瀬正敏（子供時代：片岡涼）
- 房之助：吉岡秀隆
- お吉：つみきみほ
- おその：河合美智子
- 権太：北村有起哉
- おみね：野川由美子
- 善兵衛：石橋蓮司
- 銀次：奥田瑛二
- 梅吉：鴨川てんし
- 八番組：加藤隆之、佐藤健太
- 向かいの女郎：土屋久美子
- 文治：佐藤輝
- 番太郎：大槻修治
- お新の妹：茂木雪乃
- 祭りの男：三国一夫
- 駕籠かきの富吉：谷口公一
- 駕籠かきの五助：田中輝彦
- 向かいのやりて婆：松美里杷

## スタッフ
- 監督・潤色：熊井啓
- プロデューサー：猿川直人
- 製作総指揮：中村雅哉
- 企画：黒澤久雄
- 原作：山本周五郎（『なんの花か薫る』『つゆのひぬま』新潮社刊）
- 脚本：黒澤明
- 撮影：奥原一男
- 美術：木村威夫
- 衣装デザイン：黒澤和子
- 編集：井上治
- 音楽：松村禎三
- 照明：矢部一男
- 制作：豊忠雄、遠藤雅也
- 監督補：鈴木康敬
- 製作：「海は見ていた」製作委員会（日活、ソニー・ピクチャーズ エンタテインメント、テレビ東京、インタービジョン、サミー、マル、ソニーPCL、ソニー・シネマチック、エー・アイ・アイ、日本ロードサービス）
- 上映時間：119分

## エピソード
- 元々黒澤明監督により撮影される予定であったが、ラストの洪水のシーンで莫大なコストがかかることが原因で、製作に至らなかった作品である。後年、遺志を継いだ熊井監督の手で、黒澤の本来の意図よりは縮小した形だが、東宝の砧撮影所の撮影用大型プールを使い撮影が実現した。黒澤はお新=宮沢りえ、菊乃=原田美枝子のキャスティングで撮影するつもりであり、2人には脚本も渡されていた。なお房之助=吉岡秀隆は黒澤の意向通りの配役である。
- 脚本の前半と後半のエピソードのつながりに問題があると指摘（黒澤久雄）されたため、黒澤は脚本をさらに改稿するつもりだったが、製作実現の目途が立たなかったためにそのままになっていた。そのためもあり、熊井が潤色している。
- 黒澤が全編ラブストーリーで構成される作品を執筆したのは大変珍しく、映画の予告編では「最後に黒澤が撮りたかったのはラブストーリーであった」とセンセーショナルに紹介した。

## 補足
- 第50回サンセバスチャン国際映画祭コンペティション部門正式招待
- 日活90周年記念作品